# Pleikard Stumpf

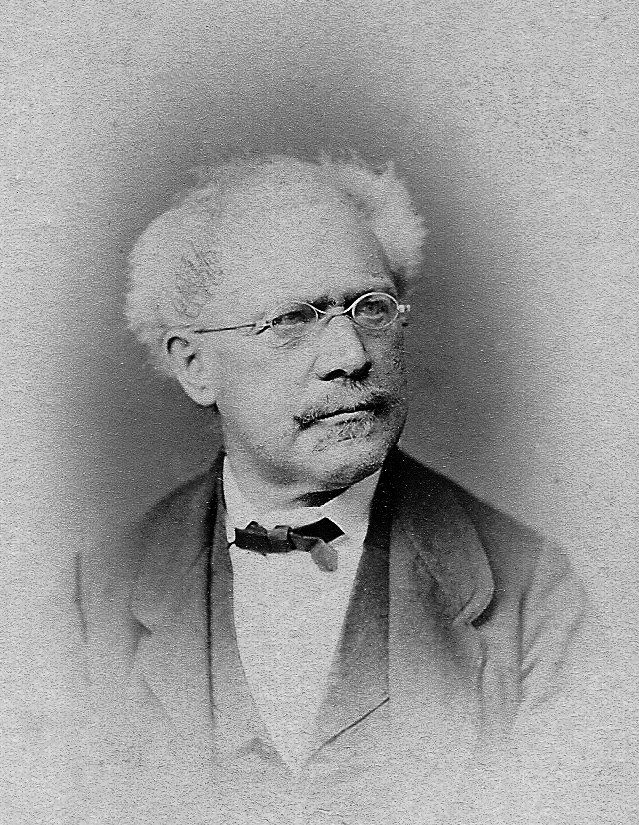
Pleikard Stumpf

Pleikard Joseph Stumpf (* 6. September 1807 in Bamberg; † 15. Juli 1877) war ein deutscher Verwaltungsjurist und Archivar in Bayern.

## Leben und Wirken
Pleikard Joseph Stumpf war Sohn des späteren Regierungsdirektors zu Würzburg Andreas Sebastian Stumpf. Er studierte an der Julius-Maximilians-Universität Würzburg und ab 1826 an der Ludwig-Maximilians-Universität München Rechtswissenschaft. 1827 wurde er mit Karl Gustav Geib im kurzlebigen Corps Arminia München aktiv. Es bestand nur vom 27. Januar 1827 bis zum 24. Juni 1827. Nach Abschluss des Studiums war er am Landgericht Würzburg tätig. Er wechselte 1832 in den Archivdienst und kam 1843 als Landtagsarchivar an das Archiv des Bayerischen Landtags in München. Seit 1845 hatte er den Rang eines Regierungsrates und ab 1871 den Titel eines Regierungsdirektors inne. 1852 wurde er in die Bayerische Akademie der Wissenschaften gewählt.
Neben verschiedenen Schriften über bayerische Persönlichkeiten und Gemeinden publizierte er zwei größere Werke über die Geschichte Bayerns: Bayern. Ein geographisch-statistisch-historisches Handbuch des Königreiches sowie eine Sammlung von Biographien bekannter Bayern. Dieses Werk entstand aufgrund eines von der Historischen Kommission der Bayerischen Akademie gestellten Antrages und von Maximilian II. Joseph 1860 ausgesetzten Preises, den Stumpf für sein vorgelegtes Konzept erhielt.

## Werke
- Bayern. Ein geographisch-statistisch-historisches Handbuch des Königreiches. Für das bayerische Volk. München 1852.
- Denkwürdige Bayern: kurze Lebensbeschreibungen verstorbener verdienter Männer, die in dem Ländergebiete des jetzigen Königreichs Bayern geboren oder durch längeren Aufenthalt ihm angehörig waren. Rieger, München 1865.